# Astrolabi de Barcelona
L'astrolabi de Barcelona és considerat com el més antic astrolabi amb caràcters carolingis que hagi sobreviscut en l'Occident cristià.
El col·leccionista i investigador francès Marcel Destombes va fer la troballa de l'astrolabi, i el va deixar com llegat a l'Institut del Món Àrab de París el 1983.
L'Acadèmia de Ciències de Barcelona va demanar l'astrolabi en préstec a l'Institut du Monde Arabe, per fer-ne una còpia que es pot veure a la seu de l'Acadèmia a les Rambles.

## Descripció
Aquest astrolabi presenta algunes característiques inusuals. Totes les inscripcions són en llatí. Dona a entendre per tant que l'instrument ha estat fet a l'Europa cristiana. Els punters de la seva "aranya" indiquen divuit estrelles: deu estrelles boreals i vuit estrelles australs (és a dir, situades per sota de l'equador). Onze d'elles corresponen a la data de 980 dC. Tot i així, els noms de les estrelles no s'han gravat sobre el llautó. Les paraules ROMA et i FRANCIA estan gravades en caràcters llatins en un dels timpans. Aquests caràcters van acompanyats dels nombres 41-30 (en xifres aràbigues). Els caràcters són idèntics als utilitzats a finals del segle x als manuscrits en llatí de Catalunya, que era en aquell moment part de la França carolíngia. Això explicaria la presència de la paraula FRANÇA. Les xifres expressades en graus i minuts: 41° 30′, es corresponen exactament amb la latitud de Barcelona.
En tenir gravada la latitud de Barcelona (41-30) i haver estat datat de finals del segle x, quan en aquelles dates n'era ardiaca Sunifred Llobet, a qui se li atribueix l'autoria d'una part del ms.225 de Ripoll on hi ha la descripció d'un astrolabi, ha portat a atribuir-li la paternitat de l'astrolabi a aquest famós astrònom, també conegut amb el nom de Lupitus Barchinonensis
El fet que en un principi se'l considerés fals, va motivar un estudi exhaustiu i un simposi que va acabar aclarint l'autenticitat i l'antiguitat de l'astrolabi per un equip d'experts internacionals. Les ponències i els resultats del qual va ser publicat com a monografia a la revista Physis Vol XXXII, 1995. Hores d'ara se'l pot considerar l'astrolabi més ben estudiat de la història.

## Fitxa
- Nom: Astrolabi de Barcelona
- Lloc de fabricació: Barcelona, Principat de Catalunya
- Data / període: Cap a l'any 980
- Materials i tècnica: Llautó decorat amb gravats
- Dimensions: 15,2 cm de diàmetre
- Conservació (ciutat): París
- Conservació (lloc): Llegat de Marcel Destombes al Musée de l'Institut du Monde Arabe (París)
- Nombre d'inventari: AI 86-31